# Ben Krahl

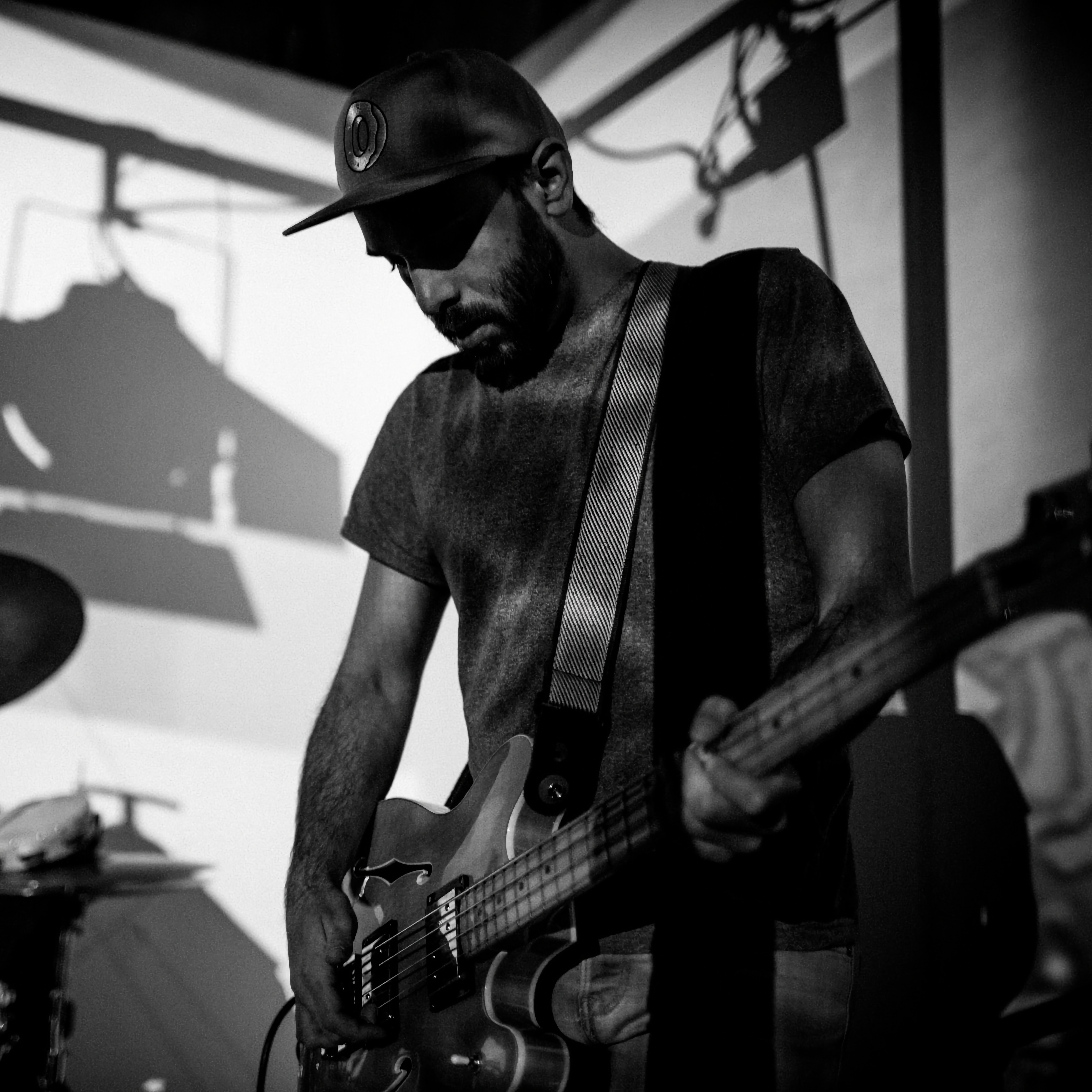
Ben Krahl (2022)

Benjamin „Ben“ Krahl (* 1984 in Emmendingen) ist ein deutscher Musiker (E-Bass, Komposition) und Musikproduzent.

## Künstlerisches Schaffen
Krahl absolvierte eine Ausbildung am International Music College in Freiburg im Breisgau mit dem Hauptfach E-Bass im Bereich Rock, Pop und Jazz.
Krahl gehörte ab 2005 zur Crosscore-Band Final Kings, dann zur Progrock-Band Pigeon Toe, mit der er 2012 das Album The First Perception veröffentlichte. Von 2015 bis 2020 war er Mitglied der Freiburger Band Äl Jawala und wirkte unter anderem am Album Lovers (2018) mit. Darüber hinaus war er als Musiker und Workshop-Dozent an Tourneen des internationalen Projekts m.i. miszform beteiligt, das mehrfach in Taiwan gastierte.
Bereits ab 2012 entwickelte Krahl sein Projekt bensnburner, das sich von funk- und soul-inspirierten Anfängen zu einem experimentellen Klanglabor entwickelte. Aus bensnburner entstand später das Kollektiv bunsenburner, das seit 2022 als Quintett Musik zwischen Stoner Rock, Free Jazz, Ambient und Doom Metal produziert.
Während der COVID-19-Pandemie gründete Krahl das unabhängige Label bensnburner records. Über das Label veröffentlicht er seither seine Lo-Fi-Beat-Projekte Flamingo Zamperoni und Brad Enbata. Unter diesen Namen erschienen seit 2020 zahlreiche Singles und EPs mit zusammen mehreren Millionen Streams. Neben den Lo-Fi-Projekten erscheinen auf bensnburner records auch seine Bandprojekte bensnburner und bunsenburner.
Als Gastmusiker war er an Veröffentlichungen der Bands Necronomicon und Stormhunter beteiligt.

## Kulturelles Engagement
2020 initiierte Krahl gemeinsam mit weiteren Künstlern den Kulturförderverein huji maja e.V. in Freiburg. In einem Gebäude in Bahnhofsnähe entstand ein dreistöckiges Kulturareal, das heute mehr als 70 Kulturschaffenden aus Musik, Bildender Kunst und anderen Sparten Arbeits- und Begegnungsräume bietet. Das Projekt wird seit 2025 von der Stadt Freiburg finanziell unterstützt.

## Diskografie (Auswahl)

### Kollaborationen
- Necronomicon: Invictus (2012), Massacre Records[12]
- Pigeon Toe: The First Perception (2012), Lifeforce Records[4]

### Eigene Veröffentlichungen
mit Bensnburner
- Splendom (2012)[16]
- Patternwirtschaft (2016), mit Phil Schlotter, Flo Möbes, Bene Abert, Domi Chansorn[17]
- noclip (2018), Rock Hand Records, mit Philipp Schlotter, Florian Möbes, Bene Abert, Harald Kimmig, Norman Lonhard[18]

mit Bunsenburner
- Poise (2022)[19]
- Rituals (2023), mit Martin Fischer, Philipp Schlotter, Flo Möbes, Bene Abert, Norman Lonhard[20]
- Reverie (2025)[21]

als Flamingo Zamperoni
- Be Low and Let Them Wonder (EP, 2022)[10]
- Flamingo Sketches (EP, 2023)[10]
- Layover Loops (EP, 2024)[10]

als Brad Enbata
- Moonlight Tales (Album, 2023)[11]
- Naptime Chronicles (Album, 2024)[11]